# Américo Tomás
Américo de Deus Rodrigues Tomás (19. listopadu 1894 Lisabon – 18. září 1987 Cascais) byl portugalský voják a politik. Byl prezidentem Portugalska v letech 1958–1974. Byl posledním prezidentem autoritářského režimu zvaného Estado Novo. Zastával v něm i řadu jiných funkcí, zejména ministra námořnictva (1944–1953, 1953–1958). Krátce byl též ministrem obrany (1957) a ministrem kolonií (1945). Byl vnímán jako ultrakonzervativec a zastánce kolonialismu.

## Život
Středoškolské vzdělání dokončil v roce 1911. Poté navštěvoval dva roky (1912–1914) Přírodovědeckou fakultu, ale nedokončil ji a přestoupil na námořní akademii. Na ní absolvoval v roce 1916. Poté byl přidělen k portugalské pobřežní eskortní službě na obrněné lodi Vasco da Gama. Během první světové války sloužil na torpédoborcích Douro a Tejo. V roce 1918 byl povýšen na poručíka. Dne 17. března 1920 byl umístěn na průzkumné plavidlo 5 de Outubro, kde sloužil dalších šestnáct let. Během této doby se částečně věnoval i vědeckých úkolům - hydrografickým, meteorologickým a oceánografickým.
V roce 1936 byl jmenován náčelníkem štábu ministra námořnictva, v letech 1940 až 1944 byl prezidentem obchodního loďstva, v letech 1944 až 1958 ministrem námořnictva. V ministerské funkci byl zodpovědný za celkovou rekonstrukci portugalského obchodního námořnictva. Pořídil 56 nových lodí s celkovým výtlakem více než 300 000 tun. Položil základy moderního loďařského průmyslu v Portugalsku. To mu zajistilo reputaci a v roce 1958 byl vybrán tehdejším premiérem a vůdcem režimu Antóniem Salazarem jako kandidát vládnoucí strany Národní unie na prezidenta republiky. Měl sice protikandidáta, liberálně orientovaného generála Humberta Delgada, ale volební systém byl tak silně zmanipulovaný ve prospěch Národního svazu, že nemohl být poražen. V lidovém hlasování tak získal 76,4 procenta hlasů. To bylo nicméně méně než se očekávalo, což Salazara znepokojilo natolik, že prosadil ústavní dodatek, který přenesl volbu prezidenta na zákonodárný sbor, který měl pevně pod kontrolou. Tomás tak byl znovuzvolen zákonodárným sborem v roce 1965 jako jediný kandidát.
Přestože měl na papíře rozsáhlé – téměř diktátorské – pravomoci, v praxi byl během svého prvního desetiletí u moci jen o něco málo víc než loutka. Salazar si ho ostatně právě proto vybral, neboť Tomásův předchůdce Francisco Craveiro Lopes projevil mnohdy značnou nezávislost, která se Salazarovi nelíbila. Tomásova podřízenost a také neobratnost v řeči z něj udělaly terč mnoha vtipů. V září 1968 Salazar utrpěl těžkou mozkovou příhodu. Tomás se domníval, že Salazar již nebude dlouho naživu, a tak ho ve funkci premiéra nahradil Marcelem Caetanem. Salazar o tom však nebyl nikdy informován, podle řady svědectví až do smrti (za dva roky) věřil, že je premiérem. Tomásovo odvolání Salazara bylo jediným okamžikem, kdy během svého prvního desetiletí v úřadu uplatnil své prezidentské pravomoci. Naproti tomu převzal mnohem aktivnější roli poté, co převzal moc Caetano. Nakonec se úřad prezidenta stal útočištěm a oporou pro zastánce tvrdé linie, kteří se postavili proti Caetanovým snahám režim otevřít a liberalizovat. Parlament v roce 1972 znovu zvolil Tomáse bez potíží prezidentem na další volební období. To ještě zesílilo jeho vliv a rok poté si Tomás vynutil konec reformního experimentu.
Dne 25. dubna 1974 ukončila karafiátová revoluce 48 let autoritářské vlády v Portugalsku. Tomás byl zbaven úřadu. Nejprve byl internován na Madeiře a pak vyhoštěn do Brazílie. V roce 1978 povolil prezident António Ramalho Eanes jeho návrat do Portugalska. Vrátil se, ale byl mu odepřen důchod pro bývalé prezidenty, získal pouze skromný důchod pro vojenské vysloužilce. Po návratu z exilu žil prakticky izolovaný, prošel vážnými finančními potížemi a byl nucen prodávat různé dary a cennosti z doby, kdy byl prezidentem. V roce 1986 vydal své paměti. Zemřel ve svém domě v Cascais ve věku 92 let. Jeho pohřeb byl skromný a bez vojenských nebo státních poct.